# Баранов, Александр Никифорович
Александр Никифорович Баранов — советский хозяйственный, государственный и политический деятель.

## Биография
Родился в 1904 году в деревне Заслонино. Член КПСС.
С 1920 года — на хозяйственной, общественной и политической работе. В 1920—1980 гг. — ученик художника-гравера в московской типографии, художник-гравер, выпускник Московского геодезического института, инженер-маркшейдер, главный инженер геодезическо-маркшейдерских работ на строительстве Московского метрополитена, начальник Главного управления геодезии и картографии при Совете Народных Комиссаров/Совете Министров СССР.
За научный труд «Морской атлас», том 1, навигационно-географические карты (1950) был в составе коллектива удостоен Сталинской премии в области науки 1951 года.
Умер в Москве в 1980 году.